# Horia Lovinescu
Horia Lovinescu (n. 28 august 1917, Fălticeni, Suceava, România – d. 16 septembrie 1983, București, România) a fost un dramaturg român, recunoscut pentru piesele sale de teatru.
A fost nepotul de frate al criticului Eugen Lovinescu.
Dramaturgul a fost fiul mai mare al lui Octav Lovinescu, avocat, și al Anei Cetățianu, fiica pedagogului Ioan Cetățianu.
Tatăl, Octav, fratele criticului literar Eugen Lovinescu, se trăgea din comuna Rădășeni, iar mama din localitatea Subcetate, având în ascendență pe Ion Budai-Deleanu.
Scriitorul a mai avut doi frati: Octav, avocat (1913-1945), și Vasile, filosof. Horia Lovinescu face parte, așadar, din celebra familie Lovinescu, care a dat literelor noastre mai mulți scriitori, între care și Anton Holban (1902-1937), văr, Monica Lovinescu, vară, și Alexandrina Lovinescu, vară.
A fost timp de două decenii directorul Teatrului Nottara din București.

## Operă
Debutează în teatru cu piesa Lumina de la Ulmi în anul 1954. Abordează aici problemele și locul intelectualitații în societate, cu trimitere evidentă la problematica social politică. Piesa e o capodoperă a teatrului proletcultist, imitat după teatrul sovietic contemporan epocii stalinismului triumfător.
Piesa Citadela sfărâmată, scrisă în 1955, a avut un mare succes, fiind ecranizată și tradusă în mai multe limbi sub titlul Familia Dragomirescu.
Rând pe rând apar: Oaspetele din faptul serii, Hanul de la răscruce, O întâmplare, Surorile Boga”,  ... Și pe strada noastră, Revederea, Febre sau Moartea unui artist.
În 1963, la „Editura pentru Literatură”, apare volumul Teatru care cuprinde cea mai mare parte din piesele enumerate mai sus.
La editura Cartea Românească au apărut în volum, în anul 1971, alte patru piese: O casă onorabilă, Al patrulea anotimp, Jocul vieții și al morții in deșertul de cenușă, Și eu am fost în Arcadia.
Teatrul lui e unul de idei, cu conflicte acute. Întâmplările se desfășoară cu intensitate și dramatism. Horia Lovinescu e un constructor de teatru modern, psihologic deși utilizează speciile și modalitațile consacrate ale genului.

## Distincții
- Ordinul Muncii clasa a III-a (30 decembrie 1957) „cu ocazia celei de a zecea aniversări a proclamării Republicii Populare Romîne și pentru merite deosebite în îndeplinirea sarcinilor date de Partidul Muncitoresc Romîn, pentru merite deosebite pe tărîmul construcției de stat, economice, sociale, culturale și obștești”[2]
- Ordinul Steaua Republicii Populare Romîne clasa a IV-a (10 august 1964) „pentru merite deosebite în opera de construire a socialismului, cu prilejul celei de a XX-a aniversări a eliberării patriei”[3]
- Ordinul Meritul Cultural clasa I (1971) „pentru merite deosebite în opera de construire a socialismului, cu prilejul aniversării a 50 de ani de la constituirea Partidului Comunist Român”[4]

## Dramaturgie
- Citadela sfărâmată
- Surorile Boga
- Moartea unui artist
- Lumina de la Ulmi (piesă de teatru realist socialistă)
- Petru Rareș
- O casă onorabilă
- Al patrulea anotimp
- Jocul vieții și al morții în deșertul de cenușă
- Paradisul
- Negru și roșu, (postum)

## Filmografie

### Scenarist
- Citadela sfărâmată (1957) Regia:Haralambie Boros, Marc Maurette
- Avalanșa (1959) Regia:Gheorghe Turcu
- Poveste sentimentală (1961) Regia:Iulian Mihu
- Meandre (1967)
- 100 de lei (1973)
- Stejar – extremă urgență (1974) - în colaborare cu Mihai Opriș
- Agentul straniu (1974) - în colaborare cu Savel Știopul